# Gloria Victoria
Gloria Victoria ist ein kanadischer animierter Kurzfilm von Theodore Ushev aus dem Jahr 2013.

## Handlung
Aus feinen Linien, die Wesen formen, nur um in die zusammenzufallen oder mit anderen Linien zu verschmelzen, entwickeln sich geometrische Formen, die sich auftürmen und schließlich vergehen. Abstrakte Bilder wechseln mit Zeichnungen von Getreidearbeitern und Bauern, Bildern von Toten, die auf Karren geladen werden, und dem marschierenden Tod, der schließlich in breiter Reihe vorangeht. Bilder von Flugzeugen über einer Stadt mischen sich mit Aufnahmen von bewaffneten Soldaten und Collagen, in denen schließlich das Wort „Blast“ variiert wird. Am Ende zerfällt das Chaos, es bleibt eine in die Höhe gestreckte Hand am Horizont, der die Finger abfallen, bis kurzzeitig das Victory-Zeichen stehen bleibt. Schließlich fällt die gesamte Hand in sich zusammen und die Sonne geht unter.

## Produktion
Gloria Victoria entstand als Teil einer Trilogie, in der sich Ushev mit Kunst, Technologien sowie Macht und Krieg, auch vor dem Hintergrund seiner bulgarischen Herkunft, auseinandersetzt. Der Film war nach Tower Bawher (2006) und Drux Flux (2008) dabei der Abschluss der Trilogie mit einem Fokus auf Kunst und Krieg. Ushev selbst schrieb, dass der Film vom „Zusammenprall der Zivilisationen und Religionen“ handele sowie den Furor und die Brutalität des Krieges darstellen sollte.
Die Arbeit am Film dauerte zwei Jahre. Gloria Victoria wurde am Computer animiert. Er beginnt als 3D-Film, wird jedoch im Verlauf beim Ausbruch des Krieges innerhalb der Handlung zum 2D-Film in Schwarz-Weiß. Ziel Ushevs war es, dem Zuschauer die „Flachheit“ des Krieges nahezubringen, so sei Krieg stets „Schwarz und Weiß. 2D. Keine Tiefe. Hass, Krieg, das ist alles“. Die Animation enthält Anklänge an den Surrealismus und Kubismus und zitiert verschiedene Kunstwerke, darunter Pablo Picassos Guernica. Die Idee zum Film kam Ushev, nachdem er Francis Fukuyamas Buch The End of History and the Last Man gelesen hatte. Die Animation erfolgt zu Dmitri Schostakowitschs 7. Sinfonie, op. 60, Teil 1: Allegretto, in einer Aufnahme des Russian Philharmonic Orchestras.
Der Film lief 2013 unter anderem auf dem Festival d’Animation Annecy und dem Athens Film Festival.

## Auszeichnungen
Gloria Victoria wurde auf dem Festival d’Animation Annecy für den Cristal d’Annecy nominiert und gewann den FIPRESCI-Preis des Festivals. Im Jahr 2014 erhielt der Film eine Nominierung für einen Annie Award als Bester animierter Kurzfilm. Zudem war er für einen Canadian Screen Award als Bester animierter Kurzfilm nominiert.